# Sorpresa a mezzogiorno
Sorpresa a mezzogiorno (titolo originale The French Powder Mystery) è un romanzo poliziesco del 1930 di Ellery Queen, pseudonimo utilizzato dalla coppia di scrittori statunitensi Frederic Dannay e Manfred B. Lee. Il romanzo è il secondo della serie dedicata ad Ellery Queen, il geniale investigatore dilettante che risolve i misteri sui quali indaga il padre, l'ispettore Richard Queen della polizia di New York.

## Trama
Ogni martedì mattina, alle 12 in punto, si svolge una esibizione nella vetrina a piano terra dei Grandi Magazzini French di New York City, nel corso della quale una modella mostra l'efficacia, la linea e la qualità dei mobili disegnati dal celebre stilista francese Paul Lavery.
Durante la dimostrazione del 24 maggio, quando la modella preme un pulsante per rivelare agli spettatori il letto pieghevole, succede qualcosa di terribile ed imprevisto: sul letto c'è il cadavere di una donna, la moglie del signor French, il proprietario dei grandi magazzini.
Subito accorso sul luogo del ritrovamento, il signor French si mostra sconvolto e non in grado di gestire l'evento doloroso.
Intanto il caso di omicidio viene affidato all'ispettore Richard Queen della squadra omicidi di New York, affiancato ancora una volta dal figlio Ellery.

## Personaggi principali
- Cyrus French - proprietario del Grande Emporio French
- Winifred Marchbanks French - sua moglie
- Marion French - sua figlia
- Berenice Carmody - figlia del primo matrimonio della signora French
- Westley Weaver - segretario di Cyrus French e fidanzato di Marion
- John Gray - amministratore dell'Emporio French
- A. Melville Trask - amministratore dell'Emporio French
- Hubert Marchbanks - fratello di Winifred e amministratore dell'Emporio French
- Cornelius Zorn - amministratore dell'Emporio French
- Signora Zorn - moglie di Cornelius
- Paul Lavery - stilista e arredatore francese
- Arnold MacKenzie - direttore dell'Emporio French
- William Crouther - capo della vigilanza dell'Emporio French
- James Springer - capo del settore libreria dell'Emporio French
- Diana Johnson - modella
- Peter O'Flaherty - capo dei guardiani notturni dell'Emporio French
- Bloom, Powers, Ralska - guardiani notturni dell'Emporio French
- Vincent Carmody - antiquario, primo marito di Winifred French
- Hortense Underhill - governante di casa French
- Doris Keaton - cameriera
- Hagstrom, Hesse, Flint, Johnson, Piggott, Ritter - poliziotti
- Dottor Samuel Prouty - medico legale
- Scott Welles - nuovo Commissario della Polizia di New York
- Henry Sampson - procuratore distrettuale
- Sergente Thomas Velie - della Squadra Omicidi
- Salvatore Fiorelli - capo della Squadra Narcotici
- Richard Queen - capo della Squadra Omicidi
- Ellery Queen - investigatore dilettante, figlio di Richard

## Critica
"Questa indagine mostra le sbalorditive abilità di Ellery Queen nel costruire una trama poliziesca. Il crimine e gli eventi che gli fanno da contorno si sviluppano in schemi sempre più logici e complessi; Ellery si muove attraverso diversi stadi di deduzione, ognuno dei quali conduce a una più profonda comprensione del crimine stesso."

"La mobilia in Sorpresa a mezzogiorno è probabilmente in stile Art Déco, sebbene non sia mai definita come tale nel libro. Ellery Queen la definisce 'modernista' e dà una vivida e accurata descrizione di come era vista dai suoi contemporanei, sia artisticamente che dal punto di vista sociologico. [...] I suoi libri costituiscono una testimonianza di un'era importante della vita dell'America."

Il Times nella recensione a questo romanzo definì Ellery Queen "il logico successore di Sherlock Holmes".

## Edizioni
- Ellery Queen, Sorpresa a mezzogiorno, traduzione di Gianni Montanari, Oscar gialli, Arnoldo Mondadori Editore, 1989,  p. 283, ISBN 978-88-04-33095-0.